# Burgfriedensäule
Burgfriedensäulen [hist. Burgfrieden(s)stein] sind ehemalige Grenzzeichen, die an bestimmten Punkten im Gelände rund um eine Stadt oder Burg als Grenzsteine aufgestellt wurden.
Durch die Steine wurde der räumliche Geltungsbereich eines Burgfriedens festgelegt. Es existieren nur noch wenige dieser kleinen Denkmäler. Im Bereich der Stadt Landshut haben sich 26 von 43 ermittelten Standorten erhalten. Zu den Säulen der Stadt Regensburg sind etliche historische Auseinandersetzungen mit Bayern bekannt. Von den fünf in München erhaltenen Säulen befinden sich nur noch die im Englischen Garten und die bei der Theresienwiese an ihrem ursprünglichen Aufstellungsort.

## Standorte

### Deutschland

#### Friedberg
- letzte Burgfriedensäule der Stadt Friedberg

#### Landsberg am Lech
- zwei Burgfriedsäulen in  Landsberg am Lech, siehe Liste der Baudenkmäler in Landsberg am Lech

#### Landshut

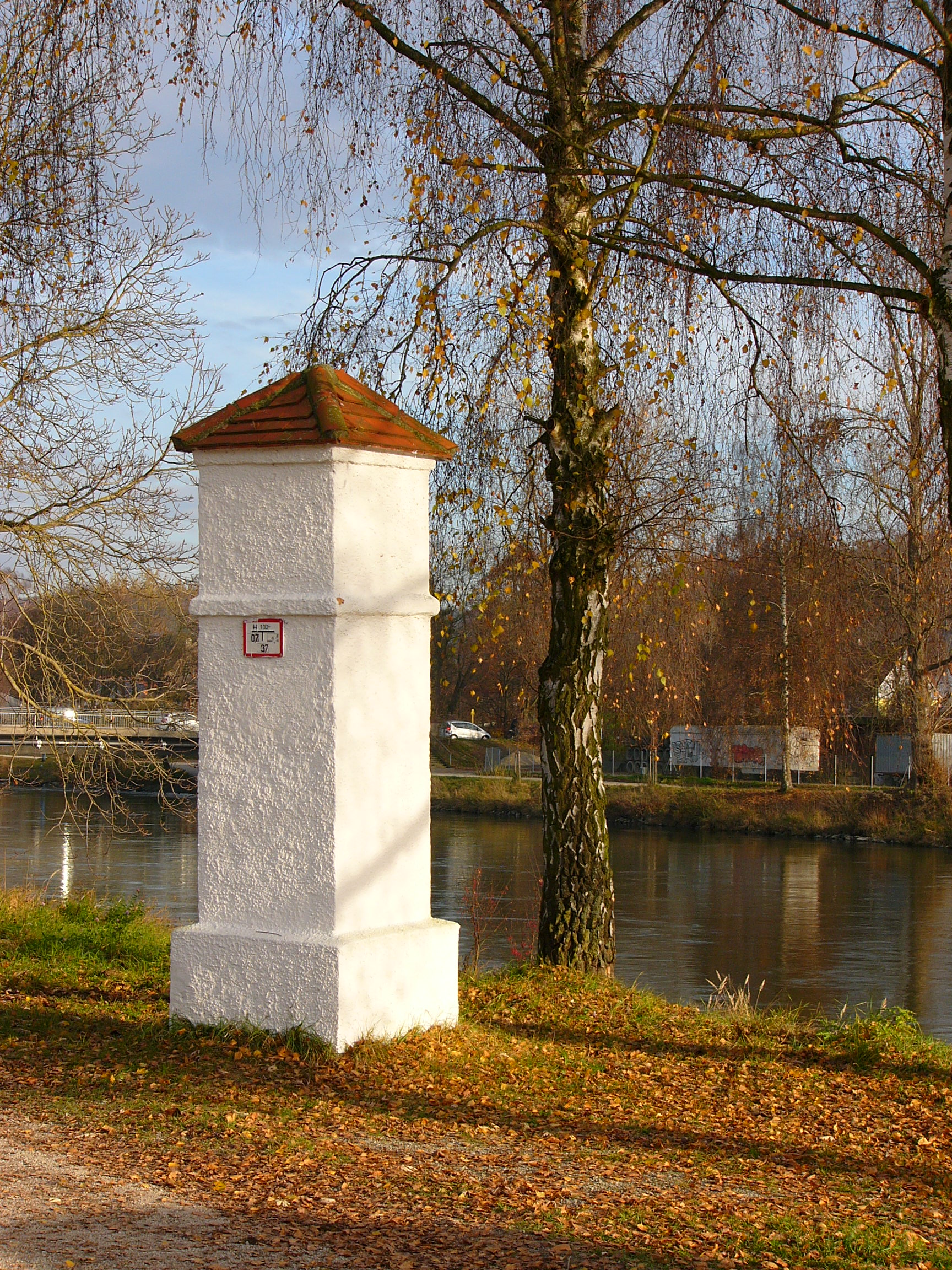
Burgfriedensäule an der Isar in Landshut

- noch 26 von 43 Burgfriedensäulen erhalten in Landshut[2]

#### München
Beschreibung und Standorte der Münchner Burgfriedensäulen siehe Münchner Burgfrieden
- Burgfriedensäule im Englischen Garten in München[3][4]
- Burgfriedensäule bei der Theresienwiese[3][5]
- Burgfriedensäule am Elisabethplatz[3] wurde 2023 durch ein Fahrzeug schwer beschädigt und wird nun restauriert.[6]
- Burgfriedensäule beim Stadtmuseum[3]
- Burgfriedensäule vor dem Gebäude Marsstraße 46[3]

#### Pfaffenhofen an der Ilm
- noch 9 von 12 Burgfriedensäulen erhalten in Pfaffenhofen an der Ilm[7]

#### Regensburg
- Burgfriedensäule Simmernstraße in Regensburg[8]
- Historie und Standorte der Burgfriedensäulen von 1445 bis 1850[1]
  - an der Donau unterhalb der Stadt
  - am Wege nach Oberisling
  - am Wuzelstein / alte Sandgrube
  - im Hoffeld an der Straße nach Prüfening
  - im Wassergraben vor dem Dorf Dechbetten
  - gegenüber der Steingrube von Dechbetten
  - in Feld von Königswiesen
  - auf dem Königsberg
  - im Burgerwalde
  - an der Straße nach Weinting
  - auf dem Burgerberg
  - am Garteneck bei der Emmeramer Breiten an der Kumpfmühler Straße
  - hinter Neuhausen (Einhausen)
  - am Felde von Irl

#### Rosenheim

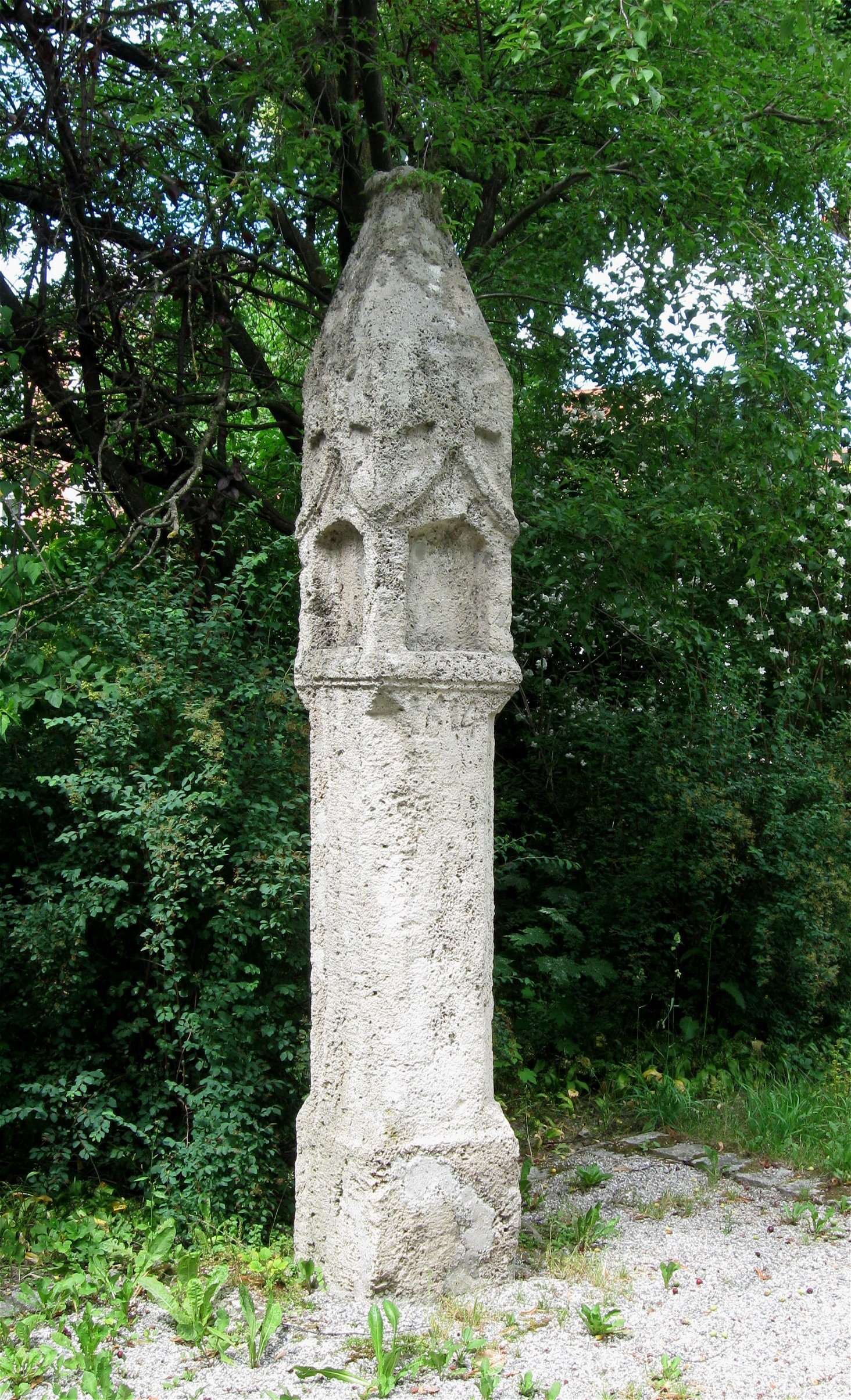
Burgfriedensäule Rosenheim

- Burgfriedensäule Ebersberger Straße in Rosenheim, siehe Liste der Baudenkmäler in Rosenheim

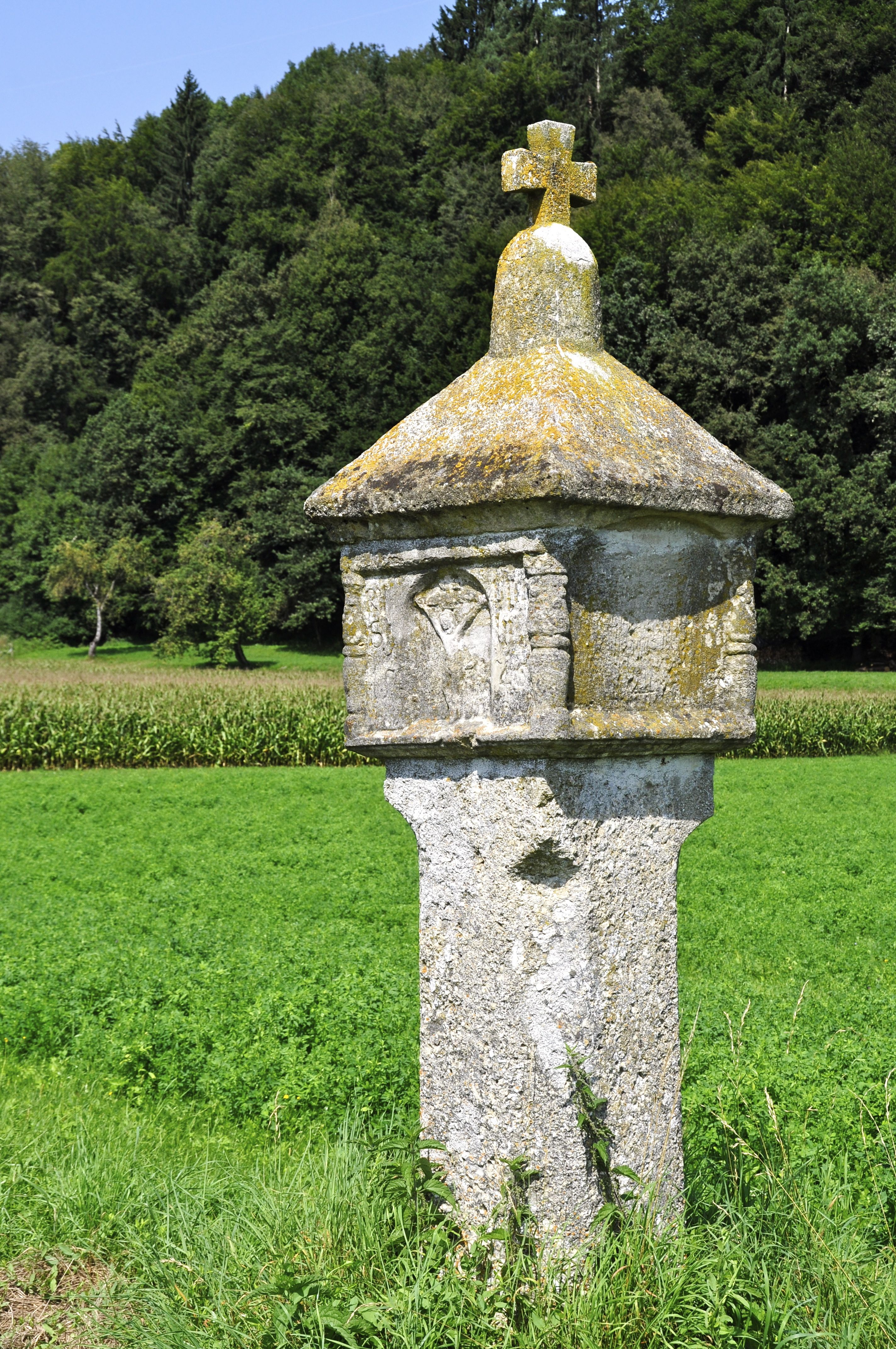
Burgfriedensäule nördlich von Rakollach, Völkermarkt, Kärnten, Österreich

### Österreich

#### Bad Leonfelden (Oberösterreich)
- mehrere denkmalgeschützte Burgfriedsäulen aus dem 16. Jahrhundert in Bad Leonfelden, siehe Liste der denkmalgeschützten Objekte in Bad Leonfelden

#### Drosendorf (Niederösterreich)
- Burgfriedensäule aus dem Zeitraum 1612–1618 in Drosendorf[9]

#### Völkermarkt (Kärnten)
- Burgfriedensäule oder Prälatenkreuz nördlich der Ortschaft Rakollach der Stadtgemeinde Völkermarkt auf freiem Feld. Markierte den Grenzpunkt des ehemaligen Burgfrieds Neudenstein, vermutlich zugleich ein Pestgrab. Spätgotischer Pfeilerbildstock, bezeichnet 1546, vierseitig abgefaster Pfeilerschaft mit winkelförmigem Tabernakel, bekrönendes Steinkreuz als Ergänzung des 20. Jahrhunderts.[10] Siehe Liste der denkmalgeschützten Objekte in Völkermarkt